# Ni Doradus
Ni Doradus (ν Dor) es una estrella en la constelación de Dorado.
De magnitud aparente +5,04, es la novena estrella más brillante de la constelación.
De acuerdo a la nueva reducción de los datos de paralaje de Hipparcos, se encuentra a 300 años luz del sistema solar.
Ni Doradus es una estrella blanco-azulada de tipo espectral B8V, habiendo recorrido 2/3 partes de su trayectoria como estrella de la secuencia principal.
Tiene una temperatura efectiva de 10.690 K y una luminosidad 103 veces superior a la luminosidad solar.
Con un radio 3,2 veces más grande que el del Sol, gira sobre sí misma con una velocidad de rotación de, al menos, 67 km/s; por otro lado, un estudio distinto otorga una cifra sensiblemente mayor para este parámetro —115 km/s—.
A diferencia de otras estrellas calientes como Vega (α Lyrae) o 51 Ophiuchi, Ni Doradus no muestra exceso de emisión infrarroja —medida a 24 μm— que implique la existencia de un disco circunestelar de polvo.
Detenta una masa de 2,9 masas solares y su edad es de aproximadamente 80 millones de años.